# 斜缘华溪蟹
斜缘华溪蟹（学名：Sinopotamon obliquum）为溪蟹科华溪蟹属的动物。在中国大陆，分布于江西、湖北等地，一般生活于海拔400 米左右的山溪石块下、溪底多为沙质。